# Mawab
Mawab est une localité de la province du Val de Compostelle, aux Philippines. En 2015, elle compte 37 065 habitants.